# César-Emmanuel-Flavien Henrion de Staal de Magnoncour
César-Emmanuel-Flavien Henrion de Staal de Magnoncour est un homme politique français né le 24 décembre 1800 à Dole (Jura) et mort le 29 décembre 1875 à Paris.

## Biographie
Membre des Gardes du corps du roi sous la Restauration, il démissionne en 1830. Maire de Besançon en juillet 1830, il est député du Doubs de 1834 à 1842 et de 1844 à 1846, siégeant au centre-droit. Il est pair de France de 1846 à 1848.

## Sources
- « César-Emmanuel-Flavien Henrion de Staal de Magnoncour », dans Adolphe Robert et Gaston Cougny, Dictionnaire des parlementaires français, Edgar Bourloton, 1889-1891 [détail de l’édition]
- Max Roche et Michel Vernus, « Magnoncour, César Emmanuel Flavien de », Dictionnaire biographique du Département du Doubs, Edit. Arts Et Littérature, 1997, p. 300.